# تحلیل اقتصادی تغییرات اقلیمی

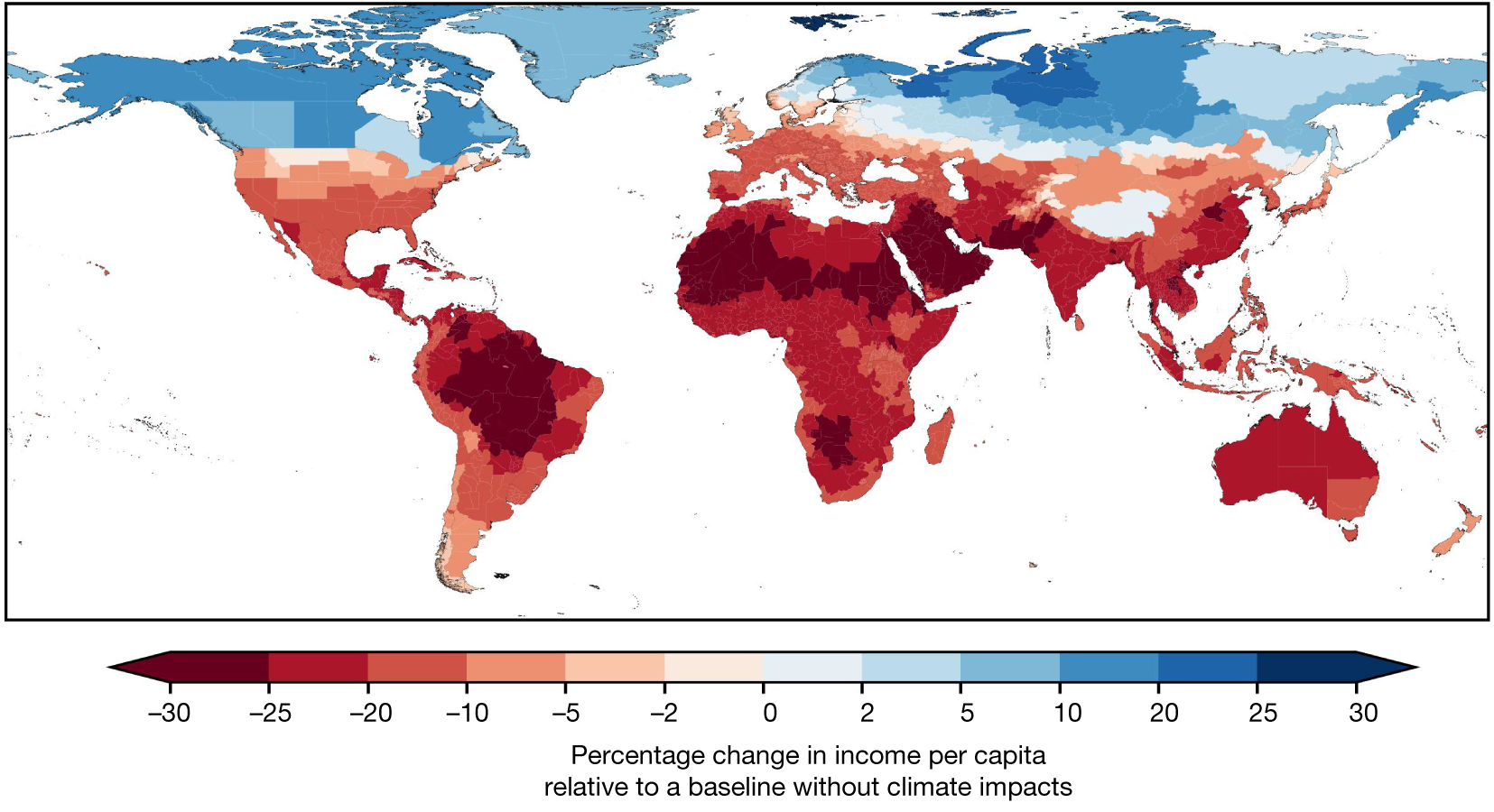
تخمین از دست دادن یا افزایش درآمد متوسط برای هر نفر تا سال ۲۰۲۵ به دلیل تغییرات آب و هوایی، در مقایسه با یک سناریوی بدون تأثیر آب و هوا (رنگ قرمز نشان دهنده ضرر، رنگ آبی یک افزایش است).

تحلیل اقتصادی تغییرات اقلیمی شامل شیوه تفکر اقتصادی، ابزارها و تکنیک‌هایی است برای محاسبه شدت و توزیع آسیب‌های ناشی از تغییرات اقلیمی به کار گرفته می‌شوند. تحلیل اقتصادی تغییرات اقلیمی به تدوین سیاست‌ها و رویکردهای کاهش و انطباق با تغییرات اقلیمی در مقیاس خرد و کلان نیز کمک می‌کند که شامل رویکردهای اقتصادی جایگزین از جمله اقتصاد بوم‌شناختی و مهار رشد است.
تحلیل اقتصادی تغییرات اقلیمی موضوعی چالش‌برانگیز به شمار می‌رود چرا که به عنوان مسئله‌ای بلندمدت شناخته می‌شود و دربرگیرنده چالش‌های توزیعی در داخل و بین کشورها است. علاوه بر این، تحلیل اقتصادی تغییرات اقلیمی با عدم اطمینان درباره آسیب‌های فیزیکی تغییرات اقلیمی، اقدامات انسانی و توسعه اجتماعی و اقتصادی آینده همراه است.
موضوعات فرعی در حوزه تحلیل اقتصادی شامل تأثیرات اقتصادی تغییرات اقلیمی و اقتصاد کاهش تغییرات اقلیمی می‌شوند.

## سناریوها
اثرات تغییرات اقلیمی ممکن است تا سال‌های سال مشاهده شوند مانند افزایش سطح آب دریاها که تا هزاران سال ادامه خواهد داشت. دوره‌های زمانی بلندمدت و عدم قطعیت ناشی از گرمایش جهانی، تحلیلگران را به سمت تدوین سناریوهایی درباره تغییرات زیست محیطی، اجتماعی و اقتصادی آینده سوق داده است. این سناریوها می‌توانند به دولت‌ها در درک پیامدهای بالقوه تصمیماتشان کمک کنند.
یکی از ابعاد اقتصادی تغییرات اقلیمی، تدوین سناریوهای توسعه اقتصادی است. به عنوان مثال، فارغ از نوع تغییرات اقلیمی، تاثیرات آن و میزان انتشار گازهای گلخانه‌ای، تحولات اقتصادی پیش رو بر میزان آسیب‌پذیری جامعه نسبت به تغییرات اقلیمی تاثیرگذار خواهد بود. 
در تحلیل سناریو، سناریوها بر اساس مفروضات متفاوتی درباره مسیر‌های توسعه تدوین می‌شوند. یک نمونه از این سناریوها مسیرهای مشترک اجتماعی و اقتصادی تدوین‌شده توسط هیئت بین‌دولتی تغییر اقلیم (IPCC) است. این سناریوها طیف وسیعی از سطوح احتمالی انتشار گازهای گلخانه‌ای در آینده را شامل می‌شوند.
برخی از تحلیلگران سناریوهایی را تدوین کرده‌اند که ادامه سیاست‌های فعلی را در آینده پیش‌بینی می‌کنند. گاهی از این دست سناریوها به عنوان سناریو‌های «مطابق معمول» یاد می‌شود.

### روندها و پیش‌بینی‌ها
میزان انتشار دی‌اکسید کربن به طور قابل توجهی بین مناطقی که انتشار بالایی دارند متفاوت است اما این الگو که طبقات درآمدی بالاتر انتشار بیشتری نسبت به طبقات درآمد پایین‌تر دارند در بین مناطق مختلف پایدار است. تولید گاز دی اکسید کربن در ۱ درصد بالای انتشاردهندگان بیش از ۱۰۰۰ برابر بیشتر از ۱ درصد انتهایی انتشاردهندگان است. این تفاوت را می‌توان درسطح ملی نیز مشاهده کرد، کشورهای ثروتمند (توسعه‌یافته) سرانه تولید دی‌اکسید کربن بیشتری نسبت به کشورهای فقیر (در حال توسعه) دارند. انتشار گازهای گلخانه‌ای رابطه مستقیمی با سرانه تولید ناخالص داخلی دارد، اگرچه نرخ افزایش انتشار بعد از رسیدن به ۱۰ هزار دلار سرانه تولید ناخالص داخلی کاهش می‌یابد.
سناریو‌های تغییرات اقلیمی یا سناریوهای اجتماعی و اقتصادی پیش‌بینی‌هایی از میزان انتشار گازهای گلخانه‌ای در آینده هستند که به منظور ارزیابی میزان آسیب‌پذیری جوامع در برابر تغییرات اقلیمی توسعه یافته‌اند. این سناریوها و مسیرها توسط دانشمندان مختلف و به منظور بررسی مسیرهای بلندمدت و میزان اثربخشی کاهش انتشار گازهای گلخانه‌ای تدوین شده‌اند که به درک بهتر شرایط آینده کمک می‌کنند و ترسیم چشم‌انداز‌های زیست‌محیطی آینده را میسر می‌سازند. تدوین سناریو مستلزم برآوردهایی از میزان جمعیت، سطح فعالیت‌های اقتصادی، ساختار حکمرانی، ارزش‌های اجتماعی و الگوهای تغییرات فناوری است. می‌توان از مدل‌سازی اقتصادی و انرژی (مانند مدل‌های World3 یا POLES) برای تحلیل و کمی‌سازی اثرات این عوامل استفاده کرد.